# Quando sei nato non puoi più nasconderti
Quando sei nato non puoi più nasconderti, traducció: Una vegada nascut, ja no pots amagar-te) és una pel·lícula franco-britànico-italiana dirigida per Marco Tullio Giordana, estrenada el 2005. Ha estat doblada al català.

## Argument
Sandro (Matteo Gadola) és un jove d'una dotzena d'anys, fill únic d'una família unida, del nord industrial d'Itàlia, Brescia. Un dia, mentre va a l'escola, xoca amb un immigrat africà a qui indica que la cabina telefònica que busca cridar és fora de servei. L'africà manifesta la seva angoixa dient (cridant) paraules en la seva llengua abans de ser detingut per la policia Des d'aquell dia, Sandro comença a fer-se preguntes.
El seu pare, Bruno (Alessio Boni), és l'amo d'una fàbrica, la seva mare Lucia (Michela Cescon), la secretària. Molt pròxims als seus empleats, tenen a la seva empresa obrers de múltiples nacionalitats, entre les quals africans. Sandro, que els coneix tots, fa la seva investigació, però ningú no parla la llengua d'aquest desconegut.
De vacances, Sandro marxa a Grècia en companyia del seu pare i d'un amic del seu pare, Popi (Rodolfo Corsato), en un veler. El viatge comença i de nit Sandro creu sentir un soroll sobre el pont. Hi va, el veler es mou per una onada i cau al mar. El seu pare i Popi, escoltant el temps, no senten Sandro caure a l'aigua i demanar ajuda. El veler s'allunya i queda Sandro sol a la nit, al mig d'enlloc al mar. Quan el seu pare de Bruno s'adona de la seva desaparició, fa mitja-volta… és massa tard, el veler és lluny. Al cap d'algunes hores, Sandro, havent-se resignat al seu trist destí, comença a enfonsar-se… llavors Radu (Vlad Alexandru Toma) el porta a la superfície.
…Radu és un immigrat romanès que va amb la seva germana Alina (Ester Hazan) a Itàlia a bord d'una embarcació clandestina. Sandro viu doncs aquesta aventura en companyia de moltes persones que esdevindran els seus amics. Abans d'arribar a Itàlia, els dos passatgers s'escapen a bord d'una Zodiac, deixant totes les persones al vaixell en pèssim estat. 3 dies més tard, els guarda-costes italians arriben i agafen aquests homes i dones. Sandro assenyala que és italià i la policia comprèn que és el petit que havia caigut a l'aigua…

## Repartiment
- Alessio Boni: Bruno
- Michela Cescon: Lucia
- Rodolfo Corsato: Popi
- Matteo Gadola: Sandro
- Ester Hazan: Alina
- Vlad Alexandru Toma: Radu
- Marcello Prayer: Tore
- Giovanni Martorana: Barracano
- Simona Saldar: Maura
- Andrea Tidona: Pare Celso
- Fuschia Sumner: Diana
- Adriana Asti

## Premis i nominacions
- Premi François Chalais
- Premis David di Donatello: Nominada Premi de la crítica
- Festival de Canes: Nominada a la Palma d'Or (millor pel·lícula)

## Crítica
- "Voreja el delicat territori del moralisme per acabar ampliant el seu abast mitjançant un superb maneig de l'ambigüitat i el clarobscur."[3]
- "Denuncia social sense dogmatismes (...) entretinguda i amb cert grau de tensió i incertesa. (...) Puntuació: ★★★ (sobre 5)."[4]